# Guatteria dura
Guatteria dura R.E.Fr. – gatunek rośliny z rodziny flaszowcowatych (Annonaceae Juss.). Występuje naturalnie w Kolumbii, Peru oraz Brazylii (w stanach Amazonas i Mato Grosso). 

## Morfologia
PokrójZimozielone drzewo dorastające do 16–25 m wysokości.
LiścieMają kształt od odwrotnie owalnego do eliptycznego. Mierzą 18–22 cm długości oraz 7,5–10 szerokości. Nasada liścia jest klinowa. Wierzchołek jest spiczasty. Ogonek liściowy jest owłosiony i dorasta do 7–10 mm długości.
KwiatySą pojedyncze. Rozwijają się w kątach pędów. Działki kielicha mają eliptyczny kształt i dorastają do 9–10 mm długości. Płatki mają podłużnie eliptyczny kształt. Osiągają do 18–29 mm długości. Mają około 80 słupków.
OwoceZłożone są z 5–20 pojedynczych, elipsoidalnych owoców osiągających 15–17 mm długości.

## Biologia i ekologia
Rośnie w wiecznie zielonych lasach. Występuje na terenach nizinnych.